# 村崎正人
村崎 正人（むらさき まさと、1947年（昭和22年） - 2024年（令和6年）3月11日）は、日本の教育者。徳島文理大学などを経営する学校法人村崎学園理事長。
香川県内海町（現：小豆島町）出身。明治学院大学経済学部卒業。ルール大学ボーフム経済学科ドクターコース単位取得後退学。シェナンドー大学名誉博士（人文学）、中山医学大学名誉理学博士。藍綬褒章受章。
父は国文学者で前理事長の村崎凡人。妻は徳島文理大学音楽学部教授の村崎和子。

## 生涯
香川県内海町（現：小豆島町）で生まれ、1966年（昭和41年）に徳島県立城北高等学校を卒業。1970年（昭和45年）、明治学院大学経済学部経済学科を卒業。ルール大学ボーフム経済学科ドクターコースに進学し1974年（昭和49年）に単位取得し退学。
1986年（昭和61年）、学校法人村崎学園の理事に就任。1989年（平成元年）、学校法人村崎学園理事長・学園長に就任。また同年に学校法人村崎学園評議員、徳島文理大学と徳島文理大学短期大学部の副学長に就任し日本私立大学協会の理事となり、1996年（平成8年）には常任理事となる。同年、文部科学省教育職員養成審議会委員に就任。1999年（平成11年）、文部科学省大学設置・学校法人審議会の委員に就任。
2024年（令和6年）3月11日に自宅で体調を崩した後、搬送先の病院で亡くなった。76歳没。死没日付をもって正五位に叙された。

## 受賞
- 2010年 - 藍綬褒章受章[6]
- 2018年 - 旭日中綬章受章[7]

## 所属組織
- 学校法人審議会委員
- 文部省教育職員養成審議会前委員
- 文部科学省独立行政法人評価委員会臨時委員
- 日本私立大学協会常務理事
- 日本私立短期大学協会常任理事
- 日本私立中学高等学校連合会常任理事
- 全国栄養士養成施設協会常任理事
- 四国カナダ協会名誉理事
- 徳島県私立中学高等学校連合会会長